# Фань Чженьдун
Фань Чженьдун (кит.: 樊振东, нар. 22 січня 1997) — китайський настільний тенісист. Триразовий чемпіон світу у складі збірної Китаю (2014, 2016, 2018).

## Кар'єра гравця
У липні 2013 року вперше увійшов до десятки кращих гравців світу згідно з рейтингом ITTF.
У віці 17 років і 103 дні став наймолодшим чемпіоном світу в історії настільного тенісу, здобувши у складі збірної Китаю золоту медаль на командному чемпіонаті світу 2014 року.